# Replik Muzick
Replik Muzick er et dansk uafhængigt pladeselskab, der udgav diverse postpunk-bands mellem 1981 – 1987.

## Historie
Det danske uafhængige pladeselskab Replik Muzick blev grundlagt i 1981 i Haderslev af Jan Laursen (End Of Your Garden, Tristan T) og Benny Woitowitz (Tristan T, Escape Artists). Stærkt inspireret af de engelske independent-pladeselskaber Factory Records (Joy Division, New Order) og Rough Trade (The Smiths) og danske Irmgardz, dannede Laursen og Woitowitz deres eget pladeselskab for at udgive debutsinglen Celebration med deres eget postpunk band End Of Your Garden. End Of Your Garden/Replik Muzick stod selv for indspilningen af musikken, layout af omslag og pr-materiale samt presningen af vinylpladen. Alt sammen for at have fuld kontrol over det kunstneriske udtyk.
Replik Muzick fik hurtigt kontakt med andre danske postpunkbands og tilbød disse bands at udgive på Replik Muzick. Bandsene står selv for det økonomiske, mens Replik Muzick tilbyder ekspertise og hjælp med det praktiske. Replik Muzick bliver herved mere et fokuspunkt for bands, musikskribenter og postpunkfans, end et mere traditionelt økonomisk fungerende pladeselskab.

Igen inspireret af Factory Records giver Replik Muzick koncerter og pr-materiale katalog numre.

## Katalog
Rep 1: End of Your Garden – Celebration – 7" EP, januar 1982

Rep 2: End of Your Garden – Test – 7", november 1982

Rep 3: Sort-Hvide Landskaber – Golde Byer/Sekunder/Fremmede – 7", december 1982

Rep 4: De Må Være Belgiere – Er det tirsdag må det være Belgien – 7", maj 1983

Rep 5: Replik Party, Huset, Vester Allé 15, Århus den 11. juni 1983 (m. Tristan T, Støj & Visioner,
De Må Være Belgiere, Sort-Hvide Landskaber)

Rep 6: Diogenes – Tomme Trusler – MC, juni 1983

Rep 7: Skizo Kids – Live at the Pain Club – MC, efterår 1983

Rep 8: Escape Artists – Brittle China – LP, 1983 (indspillet men aldrig udsendt)

Rep 9: Mercedes Prata – Hemmen Får Impulser – 7", forår 1984

Rep 10: De Kommende Myter – Promo-MC, december 1983

Rep 11: Henrik Møll – Pop – MC, sommer 1983

Rep 12: Tristan T – Tristan Slår på Tromme (6 remixes) – MC, april 1984

Rep 13: Escape Artists – The Howl – 7", maj 1984

Rep 14: Sent Senere – Sent Senere – MC, 1984

Rep 15: Skizo Kids – Drive-In Paradise – MC, januar 1984

Rep 16: Jens Bønding / Odd Bjertnæs – Serier Salver Salmer – MC, forår 1984

Rep 17: Escape Artists – Baby Burn This World – MC, 1984

Rep 18: Tristan T – Hej Verden – LP, september 1984

Rep 19: Hip Heaven – Songs of Darkness & Disgrace – 7"-EP, 1984

Rep 20: Fremtidens Legender – Promo-MC, august 1984

Rep 21: Kain – Dadamerica – 7", januar 1985

Rep 22: Still – Trazz – 12"-EP, 1985

Rep 23: Nils Lassen – Mermaid / How Can I Go On? – 7", 1985

Rep 24: eksisterer så vidt vides ikke

Rep 25: Green – Green – 12"-EP, 1986

Rep 26: Tristan T – Blodrus – LP, 1986 (udsendt via Sonet)

Rep 27: Diverse – Everything That Glitters (hyldestalbum til 70'ernes glam-rock med bl.a. Tristan T, Green, Skizo Kids osv, 1987, aldrig realiseret)

Rep 85: 16 siders kampskrift udsendt i 1985

## Eksterne kilder
Jan Poulsen (2010) Something Rotten! Punk i Danmark. Gyldendal. ISBN 978-87-02-08288-3.

Substans hjemmesiden http://substans.info/replik.htm Arkiveret 4. juni 2016 hos  Wayback Machine